# Банк, Любовь Михайловна
Любо́вь Миха́йловна Банк (Семёнова) (1903—1984) — артистка балета, солистка Большого театра, заслуженная артистка РСФСР (1947).

## Биография
Любовь Михайловна происходила из артистической семьи: её мать была певицей, дочерью известного театрального деятеля: антрепренёра, актёра Александринского театра, одного из самых первых Заслуженных артистов Императорских театров, оставившего крупные работы о положении с культурой в русской провинции П. М. Медведева, приходившегося таким образом дедушкой самой Любови Михайловне. Мачеха П. М. Медведева (Медведева, Акелина Дмитриевна (Акулина) (1796—1895) и сестра П. М. Медведева по отцу Медведева, Надежда Михайловна) были драматическими актрисами императорской труппы.
В 1913 году в возрасте 10 лет, поступила в Московское балетное училище, педагог А. А. Горский, брала частные уроки у Н. Г. Легата. По окончании училища, в 1920 году была зачислена в труппу Большого театра, дебютировав в партии подруги Лизы в балете «Тщетная предосторожность» Гертеля.
В репертуаре танцовщицы были ведущие партии классического репертуара, среди которых Раймонда (1922) в одноимённом спектакле на музыку А. К. Глазунова, Никия в балете «Баядерка» Минкуса, Аврора в «Спящей красавице», Одетта — Одиллия в «Лебедином озере», Царь-девица в «Коньке-горбунке» (1928) Горского, Зарема в «Бахчисарайском фонтане».
В балете «Дон Кихот» Минкуса в постановке А. Горского исполняла партии Китри, Уличной танцовщицы и танец болеро в третьем акте.
С 1925 года участвовала в постановках Касьяна Голейзовского неоклассической направленности, исполнила несколько партий в его балетах, среди которых Царица Тайах в балете «Иосиф Прекрасный» на музыку Василенко и Лизетта в спектакле «Теолинда» на музыку на музыку Ф. Шуберта, в инструментовке Д. Р. Рогаль-Левицкого. Исполняла в постановке Голейзовского танцы олэ и болеро в опере «Кармен» и партию Чаги в «Половецких плясках» (1934).
Балетная энциклопедия отметила выразительность исполнения роли Сеньоры Капуллетти в спектакле «Ромео и Джульетта», а также Персидки в балетном акте оперы «Хованщина».
В балетах других хореографов Банк исполнила партии Саламбо в одноимённом балете И. А. Моисеева на музыку А. Ф. Арендса (вторая постановка 1932 года), Тао Хоа в балете «Красный мак»,Черкешенки в «Кавказском пленнике» на музыку Асафьева, Мисс Жаксон (первое исполнение) в балете Р. В. Захарова «Барышня-крестьянка» (1946)
Любовь Михайловна Банк задержалась на сцене как танцовщица 27 лет и покинула её в 1947 году, получив под конец карьеры балерины звание заслуженной артистки РСФСР.
Энциклопедия балета 1981 года кратко характеризует исполнительское мастерство Банк:

«Незаурядная техника, выразительность, пластичность танца сочетались в творчестве Банк с ярким актёрским мастерством. Особенно удавались Банк стремительные танцевальные темпы, характеры, насыщенные внутренним драматизмом. Как классическая танцовщица, Банк обладала высокой сценической культурой. Её исполнение отличалось мягкостью, пластичностью и скульптурной пластичностью поз»— 
Награждена орденом «Знак Почёта» (02.06.1937) и Почётной грамотой Президиума Верховного Совета РСФСР (25.05.1976).
Умерла в 1984 году. Похоронена на Востряковском кладбище.